# Lasí

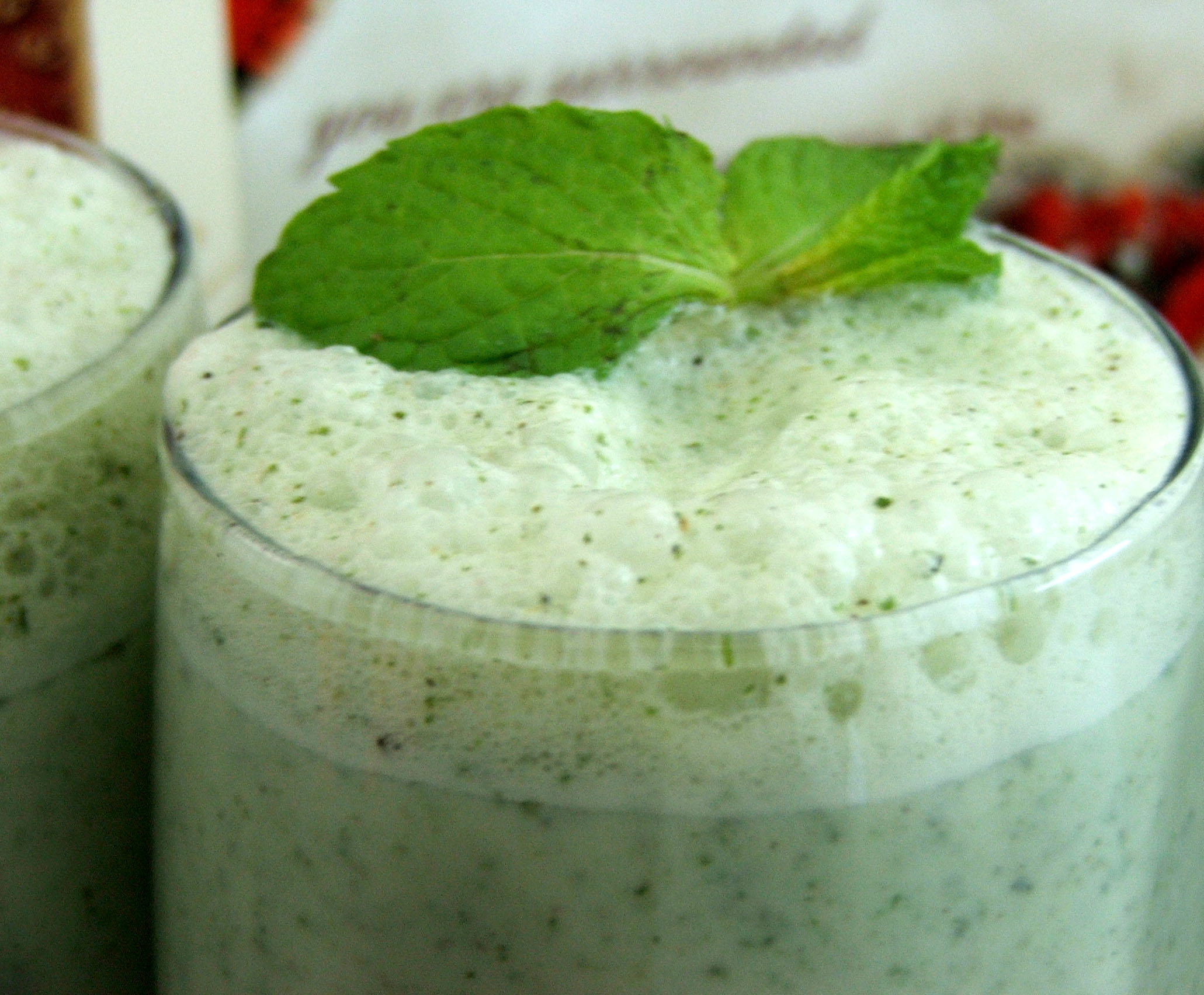
Mátové lasí

Lasí (lassí, lassi) je jogurtový nápoj, který pochází z oblasti Paňdžábu, situovaném na území Indie a Pákistánu. Základními ingrediencemi jsou jogurt a voda. Lasí je rozšířeným nápojem nejen v zemích indického subkontinentu, ale i v dalších oblastech světa. Kromě osvěžující chuti spočívá praktická funkce tohoto nápoje v tom, že v horkém počasí dokáže ochladit organismus.

## Sladké/slané lasí

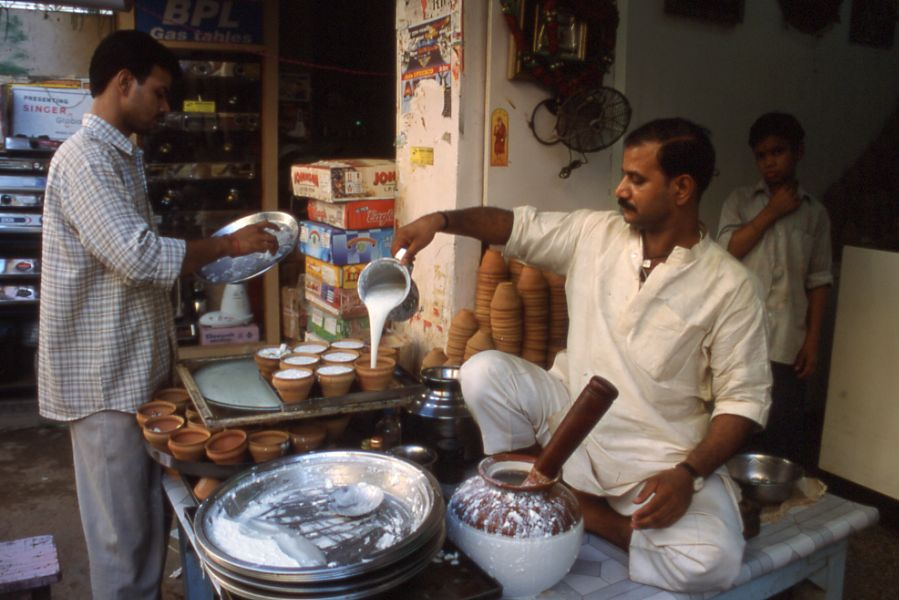
Prodejce lasí v Indii

Sladké lasí je oblíbené v severní Indii, do nápoje se přimíchá cukr, k rituálním účelům se lasí sladí medem. Mezi další druhy 
sladkého lasí patří například šafránové lasí, rozšířené v Rádžastánu a Gudžarátu.
V Pákistánu se k jídlu běžně konzumuje slané lasí. Používá se také koření, např. drceného a praženého římského kmínu či kurkumy, která napomáhá trávení. V Bangladéši se konzumuje slané lasí s mátou.

## Banánové lasí
Banánové lasí je varianta zvláště pro cestovatele po indickém subkontinentu, téměř vždy doslazovaná cukrem. Místo banánů se používají i jiné druhy ovoce, například mango.

## Bhang lasí
Bhang lasí je typem s drcenými listy či výtažkem bhang z konopí, které má narkotické účinky. Konopí je v Indii považováno za posvátnou bylinu, která se používá k rituálním účelům. Díky tomu se bhang v mnoha částech Indie se prodává legálně, výjimkou nejsou obchody s oficiální vládní licencí.